# Espace vectoriel fini
Hormis l'espace nul, les espaces vectoriels finis, c'est-à-dire de cardinal fini, sont exactement les espaces vectoriels de dimension finie sur les corps finis. Se posent des questions de combinatoire, comme le calcul du nombre de bases, ou du nombre de sous-espaces vectoriels. Des outils d'algèbre linéaire interviennent dans la classification des corps finis. Les espaces vectoriels finis apparaissent dans les codes linéaires.

## Préliminaires
Soit E un espace vectoriel sur K. Si E n'est pas l'espace nul, alors le corps K est équipotent à toute droite vectorielle Ku de E engendrée par u. Une bijection de K dans Ku est donnée par la multiplication à gauche de u par les scalaires. Si E est fini, alors K est fini, et E est nécessairement de dimension finie sur K, car il ne contient qu'un nombre fini de vecteurs.
Réciproquement, si E est un espace vectoriel de dimension finie n sur un corps K, alors E est isomorphe au produit Kn. Le cardinal |E| de E vaut 
{\displaystyle |E|=|\mathbf {K} |^{n}}.

## Bases et sous-espaces vectoriels
Soit q le cardinal de K. Donc E comporte exactement qn – 1 vecteurs non nuls. Une base de E est une famille de n vecteurs linéairement indépendants. Elle peut se construire par une récurrence finie :
| Choix successifs                                                                         | Nombre de possibilités |
| ---------------------------------------------------------------------------------------- | ---------------------- |
| Choix d'un premier vecteur non nul v1                                                    | qn – 1                 |
| Choix d'un deuxième vecteur v2 non colinéaire à v1                                       | qn – q                 |
| Choix d'un deuxième vecteur v3 n'appartenant pas au plan engendré par v1 et v2           | qn – q2                |
| etc.                                                                                     | …                      |
| Choix d'un n-ième vecteur vn n'appartenant pas à l'hyperplan engendré par (v1,v2,…,vn–1) | qn – qn–1              |

Le nombre de bases de E est 
{\displaystyle (q^{n}-1)(q^{n}-q)(q^{n}-q^{2})\dots (q^{n}-q^{n-1})}.
Par le même raisonnement, le nombre de familles de k vecteurs linéairement indépendants est 
{\displaystyle (q^{n}-1)(q^{n}-q)(q^{n}-q^{2})\dots (q^{n}-q^{k-1})}.
Une telle famille engendre un sous-espace vectoriel de dimension k de E . Cette méthode permet de construire tous les sous-espaces vectoriels de E, mais chaque sous-espace de dimension k est compté autant de fois qu'il a de bases. Par le lemme des bergers, le nombre de sous-espaces de dimension k est donc le coefficient binomial de Gauss